# Zhangye
Zhangye is een stadsprefectuur in de Chinese provincie Gansu en ligt in de Hexicorridor aan de historische zijderoute. Zhangye is de belangrijkste graanproducent van de provincie Gansu, mede dankzij de Heihe-rivier die door het gebied stroomt.
De stad werd bezocht door ontdekkingsreiziger Marco Polo. In de stadskern staat een standbeeld van hem. In het zuiden van de stadsprefectuur ligt de Mati-tempel, een boeddhistisch tempelcomplex dat in de rotswanden is uitgehouwen. De eerste bouwwerken van dit tempelcomplex dateren uit de periode tussen 420 en 317 na Christus. Daarnaast bevindt zich in Zhangye het Zhangye Danxia Nationaal Geologisch Park, dat bekendstaat om zijn unieke, kleurrijke rotsformaties.